# 代齐绍
代齐绍是德国巴登-符腾堡州的一个市镇。总面积5.17平方公里，总人口6559人，其中男性3361人，女性3198人（2011年12月31日），人口密度1 269人/平方公里。